# 莉萨·马丁
莉萨·马丁（英語：Lisa Martin，1960年5月12日—），澳大利亚女子田径运动员。她曾代表澳大利亚参加1984年、1988年、1992年和1996年夏季奥林匹克运动会田径比赛，其中1988年奥运会获得一枚银牌。